# Marc Chagall

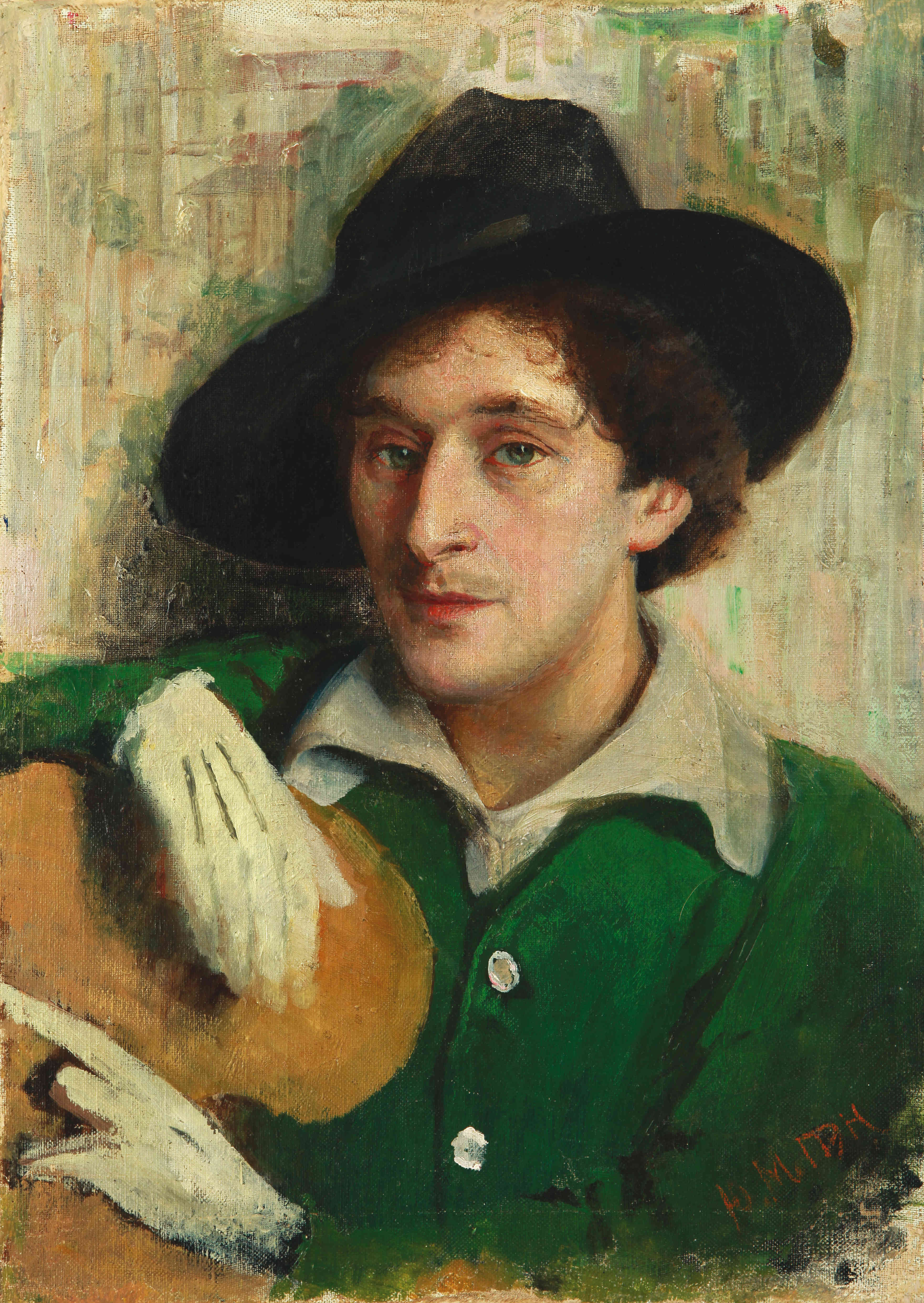
Judel Pen: Chagall

Marc Chagall (Moise Zaharovics Sagalov, másként Moishe Segal, oroszul: Марк Захарович Шагал, Мойше Хацкелевич Сегалов) (Vityebszk, Orosz Birodalom, 1887. július 7. – Saint-Paul-de-Vence, Franciaország, 1985. március 28.) orosz-zsidó származású, honosított francia festőművész, a modern festészet egyik kiemelkedő alakja, a párizsi iskola tagja.

## Életpályája
Apja heringkereskedő, anyja eladó volt Vityebszkben. Életének e szakaszára mint szegény, de boldog időszakra utal a későbbi műveiben. 1906-ban kezdett festészetet tanulni Jugyel Pen, egy helybeli művész keze alatt, majd néhány hónappal később, 1907-ben Szentpétervárra költözött és különböző iskolákban festészetet tanult. Nyikolaj Rörich (Николай Рерих) volt a mestere a Művészettámogatók Társaságának iskolájában, ahol találkozhatott minden festészeti iskola és stílus képviselőjével. 1908 és 1910 között Jelizaveta Zvanceva magániskolájában Leon Szamojlovics Bakszt volt a mestere.
1910-ig élt Szentpéterváron, ahol zsidók csak engedéllyel tartózkodhattak, egyszer egy rövid időre bebörtönözték. Rendszeresen visszalátogatott szülőfalujába, ahol 1909-ben megismerkedett későbbi feleségével, Bella Rosenfelddel, egy jómódú ékszerész lányával. 1910–1914 között támogatója, Makszim Moiszejevics Winawer ösztöndíjának köszönhetően Párizsban élt, a Montparnasse közelében. Barátja lett – többek között – Guillaume Apollinaire, Robert Delaunay és Fernand Léger. Részt vett a Sturm 1914-es berlini kiállításán, és azonnal ismert festővé vált. Visszatért Vityebszkbe, és 1915-ben feleségül vette menyasszonyát, Bellát, akitől 1916-ban lánya született, Ida.
Az első világháborúban katonáskodott. 1918-ban a Párizsból ismert Lunacsarszkij a Vityebszki kormányzóság művészeti ügyeinek népbiztosává nevezte ki. A politizálás nem tetszett neki, így 1919-ben már Moszkvában dolgozott, az Állami Zsidó Színháznál, majd 1923 őszén a családjával Párizsba költözött. 1937-ben megkapta a francia állampolgárságot. A német megszállás elől egy ideig Marseille-ben rejtőztek, majd Spanyolországon és Portugálián át Amerikába menekültek. 1941 és 1947 között New Yorkban élt. 1944. szeptember 2-án meghalt felesége, szeretett társa, alkotásainak visszatérő alakja. 1946-ban visszatért Európába, és 1949-ben a franciaországi Saint-Paul-de-Vence-ban telepedett le.
Életének ezen intenzív szakaszában újra felfedezte az élénk, vibráló, életteli színeket; az alkotásai témáit a szerelem és az életöröm adta. Ekkor kezdett el foglalkozni szobrászattal, kerámiával, üvegfestéssel. 1952-ben újra megnősült, felesége Valentina Brodsky lett. Többször utazott Görögországba és Izraelbe. 1960-ban alkotta a jeruzsálemi Hadassa egyetemi klinika zsinagógájának üvegablakát. Élete utolsó éveit Saint-Paul-de-Vence-ban töltötte. Itt halt meg, és itt is temették el.

## Emlékezete
1973-ban Nizzában megnyílt a Musée National Message Biblique Marc Chagall (Chagall Múzeum). A nevét viselő vityebszki múzeumot csak 1997-ben alapították, az egykori lakóházában – a szovjet időkben Chagall nemkívánatos személy volt. Itt csupán műveinek másolata látható.
2005. szeptember 16-tól október 30-ig Szegeden, Nizza testvérvárosában állították ki a művész Odüsszeiához készített litográfia-sorozatát és három olajfestményét.

## Művészete
Chagall nem sorolható be a századeleji avantgárd egyik irányzatába sem. Ugyanakkor hatása kétségtelenül nagy volt mind a szürrealistákra, mind az expresszionistákra.
Emlékképeket, bensőjén átszűrt meseszerű fantáziavilágot, és nem a látható valóságot ábrázolta. Műveiben a szereplő emberek, állatok, tárgyak szimbolikus értelműek. Életműve elsősorban ifjúsága emlékeiből táplálkozik, Vityebszk zsidónegyedének rituális életéből, a szegénység vidám, szomorú költészetéből.
Művészetét általában három szakaszra bontják. Az első az 1907–10 közötti korszak, amelyben tematikáját sötét színekkel, hagyományos eszközökkel jeleníti meg. 1911-től a kubista térarchitektúra és a modern színelmélet szabályai szerint ábrázol. Az 1930-as évektől pedig jelképei (szárnyas óra, gyertyatartó, szerelmespár, kecske, hal, …) minden formai kötöttség nélküli szabadsággal, ugyanakkor lelki viharokkal telve kerülnek a képre.

## Kötetei magyarul
- Életem; franciából ford. G. Beke Margit, utószó Körner Éva; Gondolat, Bp., 1970

## Galéria

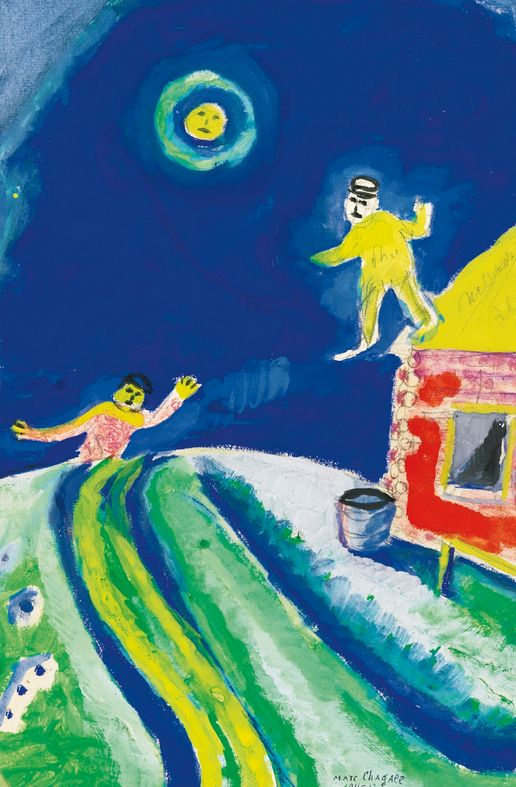
Holdkóros, 1911-1912. között
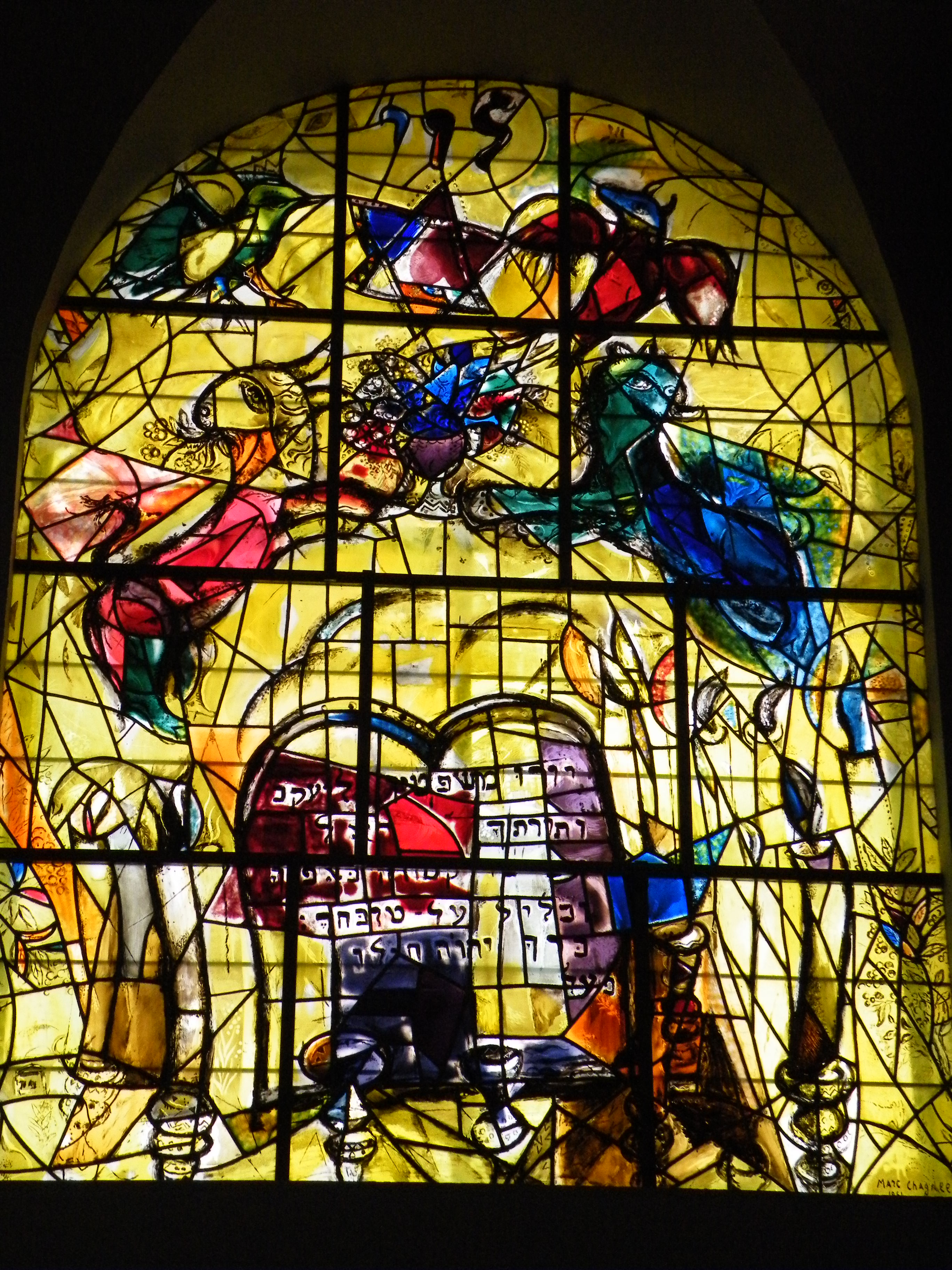
Színes ólomüvegablak, Hadassah Kórház, Jeruzsálem
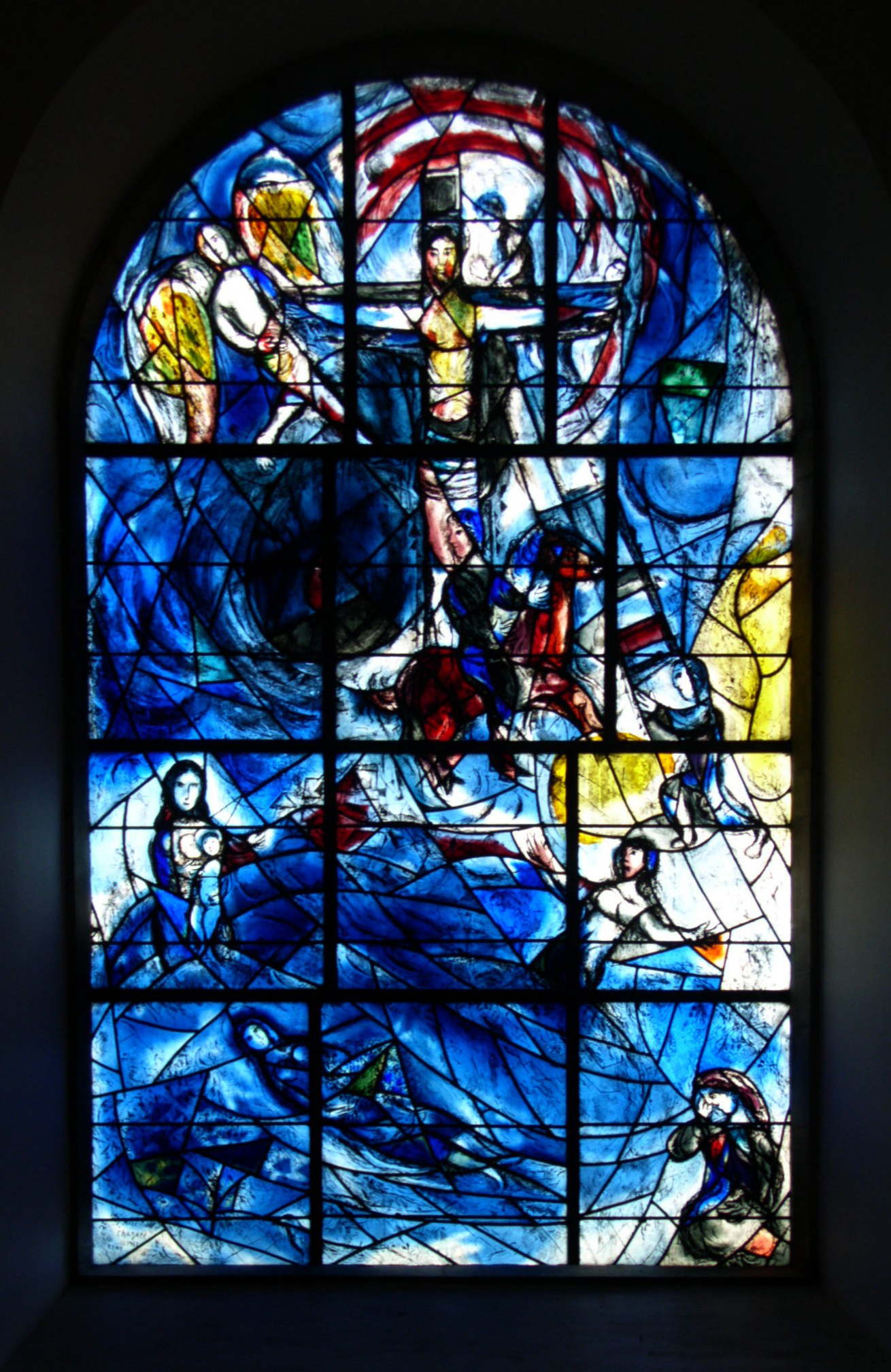
Színes üvegablak, Kent